# Andrea Tagwerker
Andrea Tagwerker (Bludenz, 23 ottobre 1970) è un'ex slittinista austriaca.
È la figlia di Helmut ed è sorella di Ruth e Peter, a loro volta ex slittinisti di livello internazionale.

## Biografia
Esordì in Coppa del Mondo nella stagione 1987/88, conquistò il primo podio il 26 gennaio 1992 nel singolo a Calgary (2ª) e la prima vittoria il 26 gennaio 1997 sempre nel singolo ad Oberhof. Trionfò in classifica generale nella specialità del singolo nell'edizione del 1996/97.
Prese parte a quattro edizioni dei Giochi olimpici invernali, gareggiando sempre nel singolo: debuttò a Calgary 1988 cogliendo la dodicesima piazza; ad Albertville 1992 si classificò in settima posizione e colse la medaglia di bronzo a Lillehammer 1994. Concluse la sua esperienza olimpica con il quinto posto a Nagano 1998.
Ai campionati mondiali ottenne tre medaglie d'oro ed una d'argento, tutte nella gara a squadre. Nelle rassegne continentali vinse tre medaglie d'argento ed altrettante di bronzo.
Decise di ritirarsi dalle competizioni nel 1999, ma nonostante ciò si presentò alla partenza e conquistò la medaglia d'oro ai campionati austriaci nel 2002.

## Palmarès

### Olimpiadi
- 1 medaglia:
  - 1 bronzo (singolo a Lillehammer 1994).

### Mondiali
- 4 medaglie:
  - 3 ori (gara a squadre a Altenberg 1996; gara a squadre a Igls 1997; gara a squadre a Königssee 1999);
  - 1 argento (gara a squadre a Winterberg 1991).

### Europei
- 6 medaglie:
  - 3 argenti (gara a squadre a Winterberg 1992; gara a squadre a Sigulda 1996; singolo a Oberhof 1998);
  - 3 bronzi (gara a squadre a Königssee 1994; singolo a Sigulda 1996; gara a squadre a Oberhof 1998).

### Coppa del Mondo
- Vincitrice della Coppa del Mondo nella specialità del singolo nel 1996/97.
- 16 podi (tutti nel singolo):
  - 2 vittorie;
  - 5 secondi posti;
  - 9 terzi posti.

#### Coppa del Mondo - vittorie
| Data             | Luogo     | Paese    | Disciplina |
| ---------------- | --------- | -------- | ---------- |
| 26 gennaio 1997  | Oberhof   | Germania | Singolo    |
| 30 novembre 1997 | Königssee | Germania | Singolo    |